# Boomkorvisserij

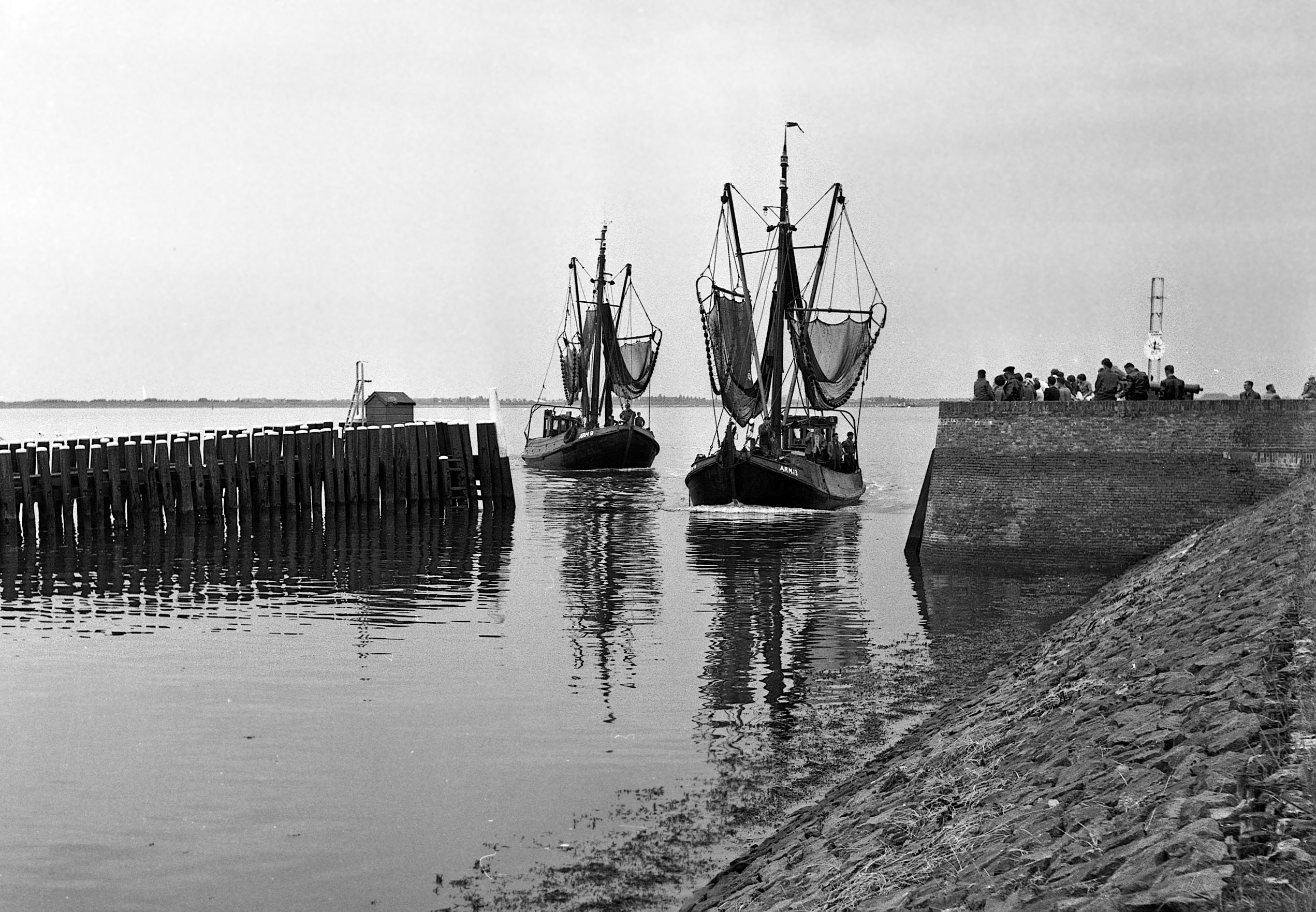
Noordzeebotters varen de haven van Veere binnen in 1959. De boomkor is al duidelijk te zien bij deze schepen.

Boomkorvisserij is een visserijmethode waarbij door een viskotter twee sleepnetten over de zeebodem worden getrokken. De vangst bestaat vooral uit platvis. Deze vorm van visserij wordt vooral beoefend door Nederlandse en Belgische vissers, maar ook Engelse, Ierse, Duitse en Deense vissers hanteren het voornoemde vismateriaal. De boomkorvisserij vindt plaats in de zeeën rond deze landen zoals de Noordzee, Het Kanaal, de Ierse Zee, de Golf van Biskaje en het Skagerrak. De voornaamste vissoorten die ermee gevangen worden zijn schol, tong, schar, tarbot en andere platvissoorten.

## Omschrijving van de vismethode
De boomkor bestaat uit een sleepnet, dat tegenwoordig wordt opengehouden door de boom, een metalen buis aan de voorkant van het net. Met betrekking tot het aangegeven woord boom is niet de benoeming van een boom in de werkelijke zin van het woord aan de orde maar betreft het een Hollandse samentrekking van het woord bodem. Aan de uiteinden van de huidige boom zitten zware stalen sloffen of sleeën, die over de zeebodem glijden. Kor betekent sleepnet. De mazen zijn aan het begin groter dan aan het eind, waardoor ondermaatse vis kan ontsnappen. Aan de boomkor zijn vaak verschillende kettingen bevestigd die ervoor dienen de platvis uit het zand op te laten 'schrikken'. Deze kettingen worden daarom wekkerkettingen genoemd. De tuigen mogen maximaal 12 meter lang zijn.
Na twee uur haalt de bemanning (circa zes personen) de netten met de onderkant naar boven aan boord en leegt de inhoud in een bak. Nadat het net weer is uitgezet, gaan de vissers de vangst sorteren, van ingewanden ontdoen en schoonspoelen. Zo gaat het vier tot vijf etmalen aan een stuk door, dag en nacht. Tussendoor doen de mannen korte slaapjes van amper een uur.

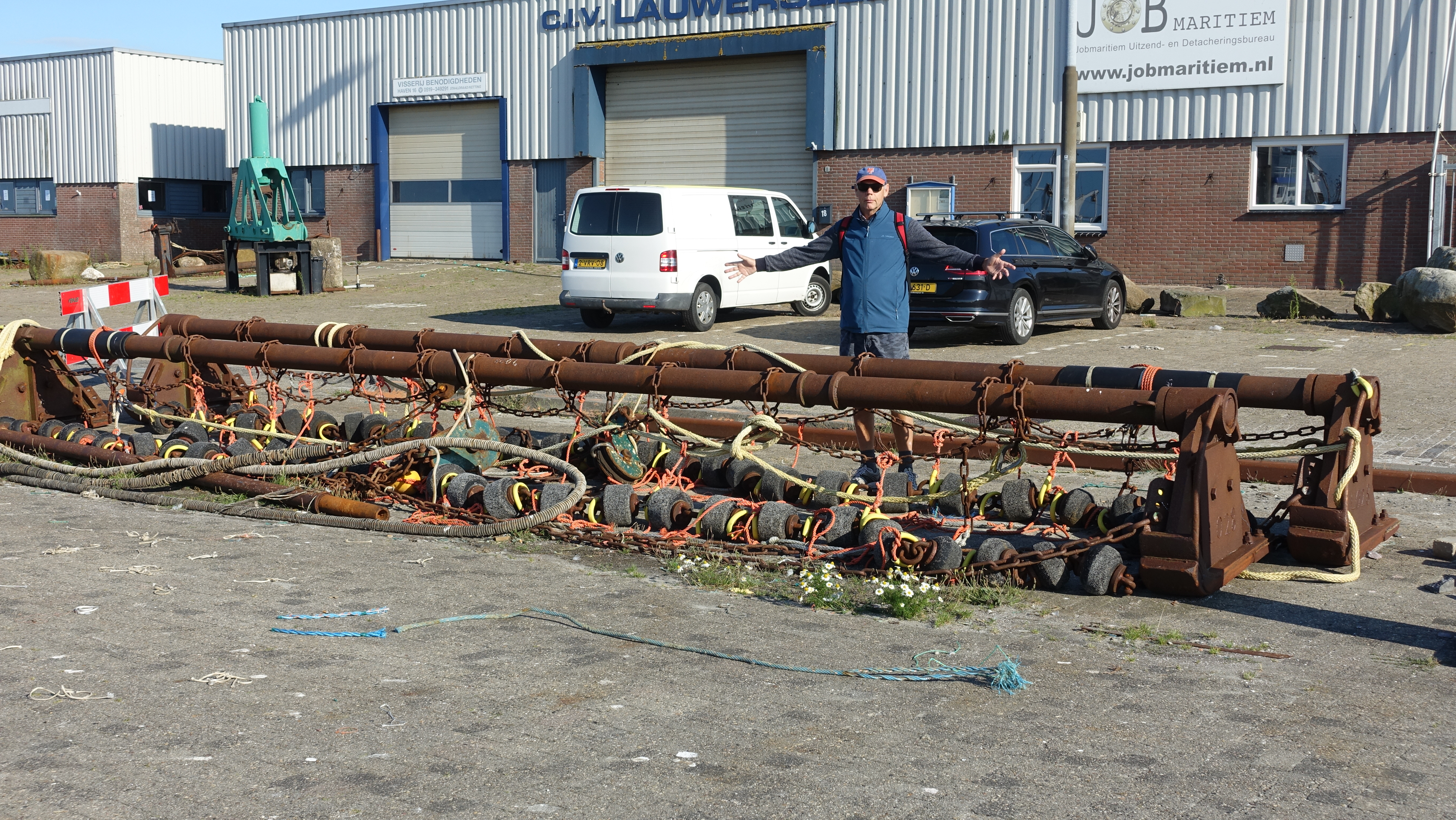
Twee waarschijnlijk afgeschreven bomen in de haven van Lauwersoog van elk 9 meter lang. Met aan weerszijden de sloffen. Onderaan de wekkerkettingen en rollers.

Doordat de zware vistuigen over de bodem heen gesleept moeten worden, vergt de boomkorvisserij veel kracht. De eurokotters (kustzone) zijn uitgerust met motoren van 300 pk. De grotere kotters hebben 2000 (vroeger tot wel 4000) pk. Nu de olieprijs structureel hoog is, wordt de boomkorvisserij minder rendabel. Sinds de gestegen brandstofprijzen hebben veel vissers het aantal wekkers verminderd en in sommige gevallen is zelfs gekozen voor een kleinere diameter van de kettingen om een gewichtsreductie te bewerkstelligen. Het gewicht van de wekkers is soms aanzienlijk en bedraagt circa 25% van het totale tuiggewicht. Het succes van de boomkor kan in feite worden verklaard uit het feit dat de boomkorconstructie een aantal zware wekkers toelaat. De vangst van tong neemt doorgaans duidelijk toe bij gebruik van een groter aantal wekkerkettingen.
De boomkorvisserij is in Nederland ontwikkeld na de Tweede Wereldoorlog. Vanaf de jaren zestig werd dit de toonaangevende manier van visserij. De scheepsgrootte nam snel toe tussen de jaren zestig en tachtig. Plaatsen langs de Nederlandse en Belgische kust met veel boomkorkotters zijn Nieuwpoort, Oostende, Zeebrugge, Breskens, Vlissingen, Arnemuiden, Ouddorp, Goedereede, Stellendam, Katwijk aan Zee, Den Helder, Oudeschild, Urk en Zoutkamp. Urk telt de meeste boomkorkotters. Eind jaren tachtig telde Nederland meer dan 300 grote boomkorkotters. Na verschillende saneringsronden zijn er nog circa 75 over. Verder zijn er een kleine 50 Eurokotters die voor een groot deel van het jaar met de boomkor vissen. Ook hanteren meer dan 100 garnalenkotters hetzelfde principe, zij het met veel lichtere tuigen. In Groot-Brittannië is de boomkorvisserij ook van aanzienlijk belang, vooral vissers uit Brixham en Newlyn bij Penzance beoefenen deze vorm van visserij. Ook Duitse en Deense kustvissers gebruiken de techniek. In het verleden hebben Nederlandse vissers deze vorm van visserij ook onder Noorse of Franse vlag uitgeoefend.
Het gros van de Nederlandse boomkorvloot is uitgerust met een vermogen van 2000 pk. Voorheen beschikte een klein gedeelte over een vermogen dat hoger lag dan 2000 pk. Dit betreft zonder uitzondering kotters die voor 1988 zijn gebouwd. Vooral Arnemuiden is bekend om zijn grote boomkorkotters. De grootste Nederlandse boomkorkotter was jarenlang de in 1985 gebouwde ARM-18 Joris Senior, met een tonnage van 635 brt. Deze kotter is in 2002 gesaneerd en werd enkel overtroffen door de Brits-Urkse PD-147. In België mogen boomkorkotters een maximaal motorvermogen bezitten van 1.200 pk.

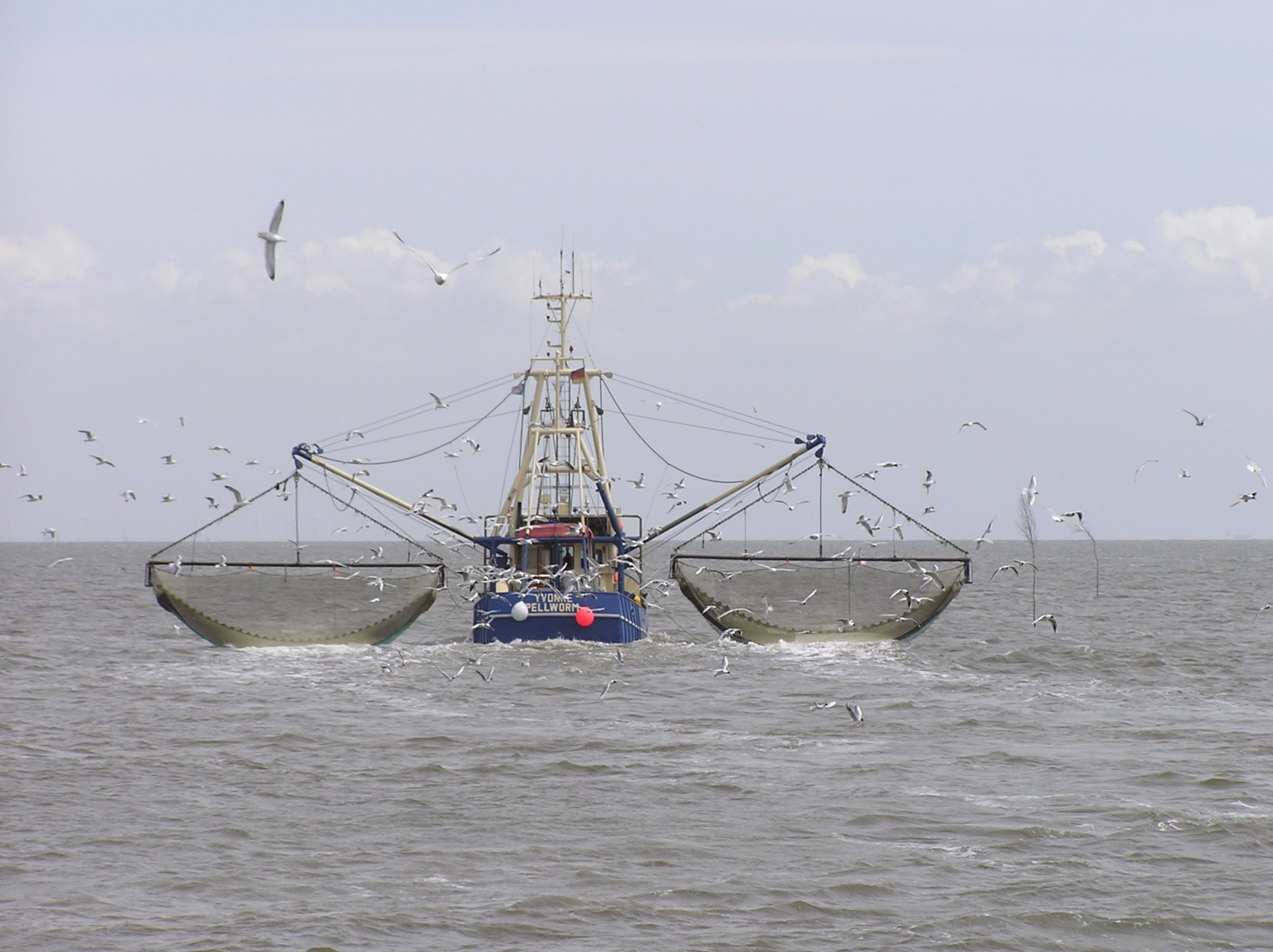
Een garnalenkotter uit Pellworm met opgehaalde netten
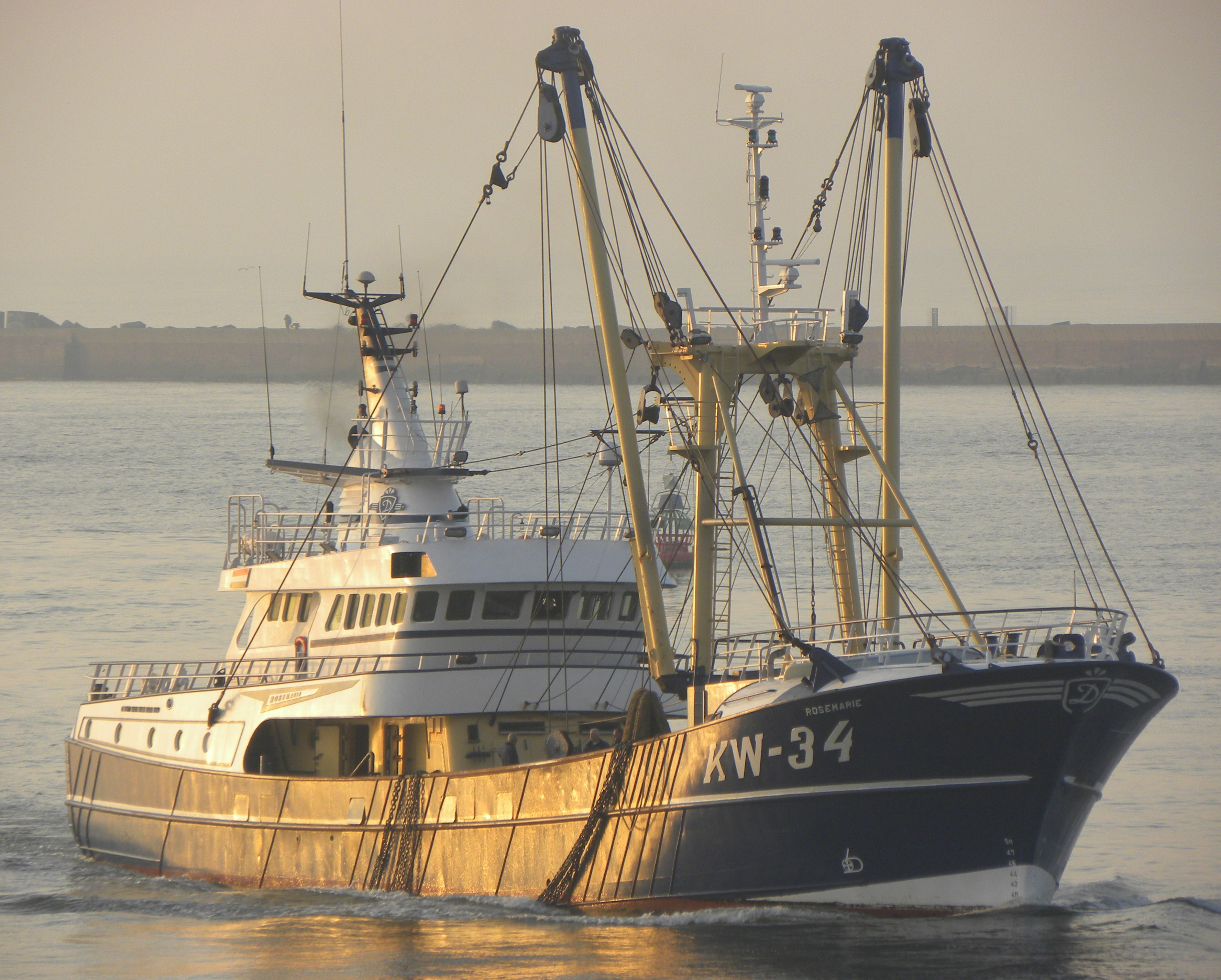
Een boomkorkotter uit Katwijk
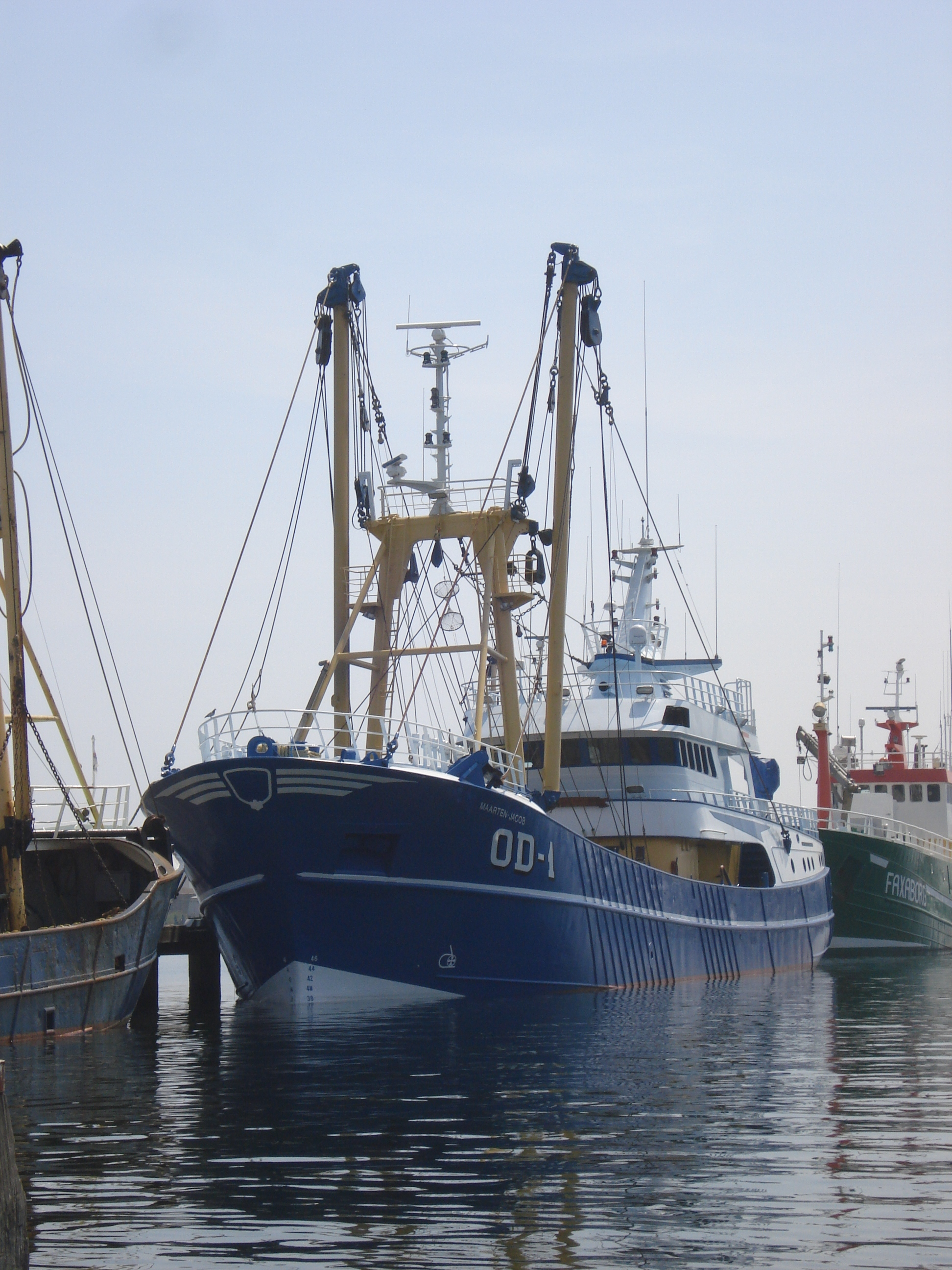
Een boomkorkotter uit Ouddorp (OD-1)
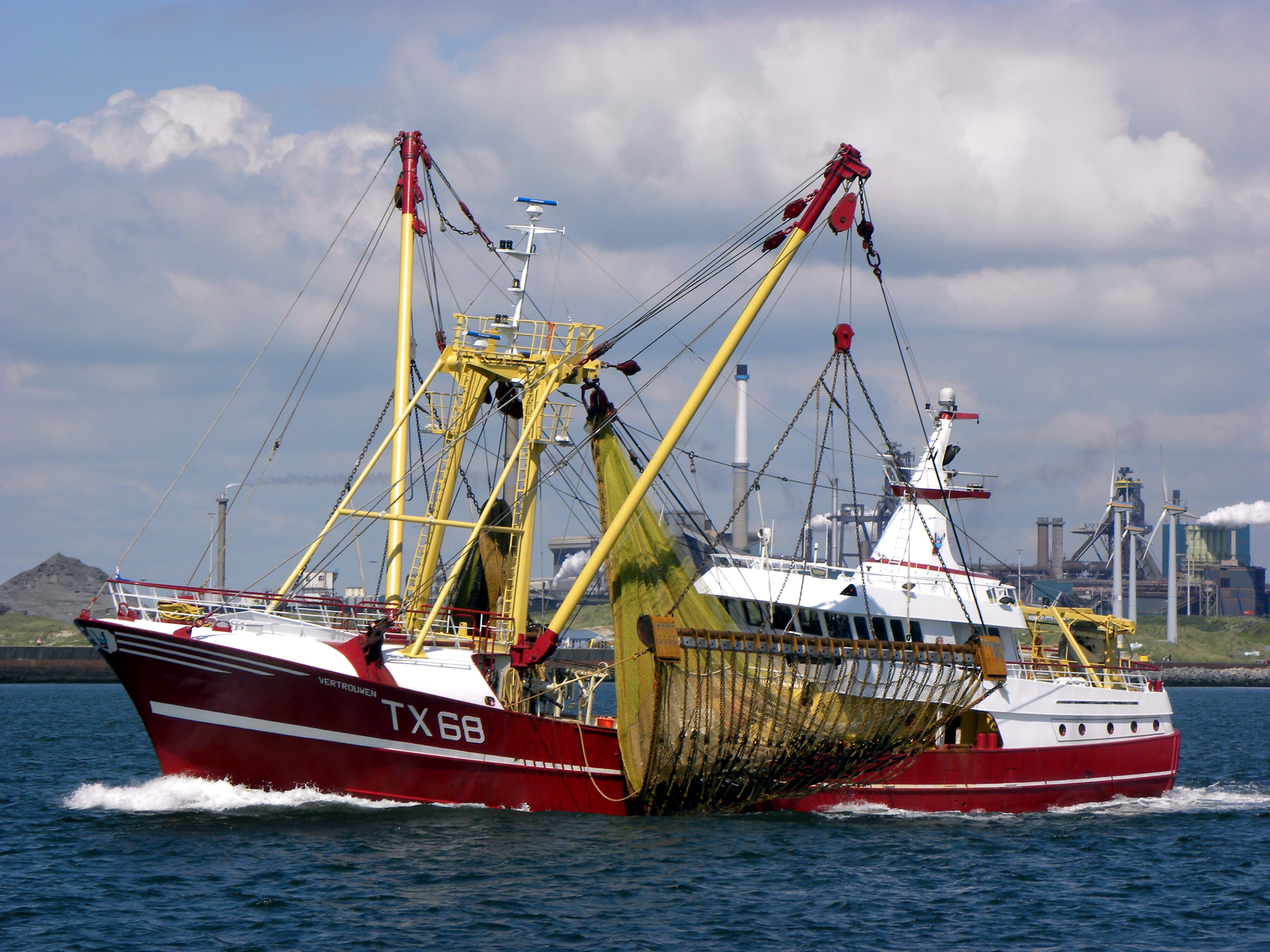
Een boomkorkotter van Texel vaart de haven IJmuiden uit

## Milieu-effecten
Boomkorvisserij heeft verschillende effecten op het milieu. Deze zijn met name een gevolg van het gebruik van wekkerkettingen, die over de bodem slepen. De bodem wordt zo tot op enkele centimeters diepte doorploegd. Daarnaast komt er door het omwoelen tijdelijk meer voedsel (o.a. kleine bodemdiertjes) in het water, waardoor opportunistische vissoorten het ecosysteem gedeeltelijk kunnen overnemen. Verder komt veel bodemleven in het net terecht of wordt beschadigd door de wekkerkettingen. De bijvangst wordt wel weer over boord gezet, maar slechts een deel van de bijvangst overleeft het vang- en sorteringsproces aan boord. Om deze redenen zijn veel milieubewegingen tegen boomkorvisserij. De boomkorvissers zelf hebben hier duidelijk een andere mening over. Ze vissen namelijk al jaren op dezelfde bestekken en het opvallende daarbij is dat telkens dezelfde (beviste) bestekken visnamig zijn. Door het omwoelen van de bodem door de wekkerkettingen komen veel bodemdiertjes tevoorschijn waar andere vissoorten weer van profiteren, zoals meeuwen op een bewerkte akker af komen. Op veel plekken waar met wekkerkettingen wordt gevist verandert de gemeenschap van bodemdieren van karakter. Zeeanemonen, schelpdieren en kreeftachtigen verdwijnen. Wormen blijken het best bestand tegen de invloed van de visserij. Maar het geluk van de visserman wil dat de platvis een wormeneter is. In feite verandert de boomkorvisserij de zeebodem dus in een platvisakker.

### Nederland
Om de teruglopende scholpopulatie zich te laten herstellen, werd in 1989 een reservaat voor jonge schol ingesteld, de scholbox. Maar het verwachte gevolg, een toename van de scholpopulatie bleef uit. Uit een studie is gebleken dat de verandering in de verspreiding waarschijnlijk het gevolg is van een hogere watertemperatuur en een lagere voedselbeschikbaarheid. In warmer water heeft de schol immers meer voedsel nodig. Sinds 1989 is de watertemperatuur van de Noordzee gestegen. Bovendien bleek dat in de tweede helft van de jaren negentig het aantal bodemdieren zowel binnen als buiten de Scholbox is gedaald. Niet alleen nam de hoeveelheid jonge schol die geboren werd af, ook groeide deze langzamer. Dit leidde er dus niet toe dat het bestand aan volwassen vis toenam. Uit bestandsopnamen is gebleken dat schol na het midden van de jaren negentig meer voorkwam in koeler water.
In december 2011 sloot de Nederlandse regering een akkoord dat in een kwart van de Noordzeekustzone boomkorvisserij verbiedt. In 2014 wordt het verbod uitgebreid tot bijna de helft van dit Natura 2000-gebied en in 2016 geldt in beide gebieden een totaalverbod voor de boomkor. Dit akkoord is ondertekend door Stichting de Noordzee, Natuurmonumenten, WNF, Waddenvereniging, Productschap Vis, Vissersbond, VisNed en het ministerie van EL&I Als tegenprestatie beloofden de natuurorganisaties om de komende jaren niet naar de rechter te stappen, zodat de visserij de tijd en de kans krijgt om nieuwe, duurzamere, vistechnieken in te voeren.
Het zogenaamde VIBEG-akkoord (Visserij In Beschermde Gebieden), regelt de visserij in het Natura 2000-gebied van de Noordzee. Dit betreft de Vlakte van de Raan in de zuidwestelijke delta en de Noordzeekustzone, een strook drie mijl zeewaarts van Bergen, Noord-Holland, tot Rottum in de Waddenzee. In beide kuststroken zijn de Europese Habitat- en Vogelrichtlijn van toepassing waardoor Nederland in deze gebieden de zandbanken moet beschermen.

## Moderne vistechnieken
Om de boomkorvisserij duurzamer te maken, is vanaf begin eenentwintigste eeuw geëxperimenteerd met aanpassingen aan het vistuig. De wekkerkettingen werden vervangen door strengen van elektroden, die stroomstootjes afgeven. De platvis wordt zo wel opgeschrikt, maar de bodem niet omgewoeld en het bodemleven blijft dus ongedeerd. De sleepweerstand van de wekkerkettingen vervalt, waardoor het brandstofverbruik van het vissersschip afneemt. Het vissen met een elektrokor wordt pulskorvisserij genoemd.Deze vorm van bodemvisserij werd erg populair dankzij het feit dat het leidde tot een flinke kostendaling voor de ondernemers. Bovendien werd deze vorm van vissen gezien als duurzamer dan de traditionele boomkor. Echter, op 17 april 2019 besloot het Europese Parlement dat deze vorm van visserij niet zou worden toegestaan onder het nieuwe Europese recht. De reden voor dit verbod is dat een aantal milieuorganisaties van mening was dat de pulsvisserij schadelijk is voor de vis en de visstand. Het Europees Parlement is meegegaan in die redenering. De Europese Commissie moest dan ook het voorstel om de pulsvisserij legaal toe te staan weer intrekken. Het gevolg is dat de Nederlandse pulsvissers weer terug zullen moeten vallen op de traditionele boomkor met de wekkerkettingen, met als gevolg meer milieuschade aan de bodem van de Noordzee.
Een andere methode is vissen met de sumwing, dat is een vleugelprofiel dat zweeft boven de bodem, ter vervanging van de boom met zware sloffen aan weerskanten. Ook dit leidt tot forse afname van de sleepweerstand en daarmee het brandstofverbruik; de brandstofbesparing kan oplopen tot 20%. Deze techniek kan worden gebruikt voor alle platvissen. De vangst ligt ongeveer op hetzelfde niveau als bij de traditionele platvisvisserij, maar de bijvangst daalt en de kwaliteit van de vis gaat omhoog. Bij de hydrorig is het vleugelprofiel van de sumwing verder verbeterd. Door de vorm wordt een waterstroming opgewekt die de vis van de bodem loszuigt. Dit reduceert de bodemberoering nog meer en heeft verder dezelfde voordelen als de sumwing.
De traditionele platvisvisserij met de boomkor leek dankzij de nieuwe technieken vrijwel verdwenen. De vissers waren massaal overgestapt op de nieuwe methoden. Door het Europese verbod zullen zij weer op hun schreden terug moeten keren en weer met de ouderwetse methode gaan vissen.